# BeamNG.drive
BeamNG.drive este un joc video de simulare a vehiculelor dezvoltat și publicat de compania de jocuri video din Bremen, BeamNG GmbH. Jocul prezintă fizici soft-body, care simulează manevrarea realistă și deteriorarea vehiculelor.